# Coupe Gambardella 2006-2007
Navigation
Édition précédente Édition suivante
La Coupe Gambardella 2006-2007 est la 53e édition de l'épreuve organisée par la Fédération française de football et ses ligues régionales. La compétition est ouverte aux équipes de football de jeunes dans la catégorie des 18 ans.
La compétition comprend une première phase régionale suivi d'une phase nationale comportant huit tours. Les clubs du Championnat National 18 ans, qui est composé de quatre groupes de 14 équipes, rentrent en lice en 64e de finale. Les clubs issus des Divisions d'Honneur régionale et des championnats de district sont indiqués par (2) et (3).
La finale est remportée par le FC Sochaux-Montbéliard face à l'AJ Auxerre quelques heures avant que l'équipe senior ne s'impose en Coupe de France face à l'Olympique de Marseille.

## Quarts de finale
| Équipe 1  | Résultat | Équipe 2   | T.a.b. |
| --------- | -------- | ---------- | ------ |
| FC Nantes | 2-2      | FC Sochaux | 3-5    |
| -         | -        | -          |        |
| -         | -        | -          |        |
| -         | -        | -          |        |

## Demi-finale
| Équipe 1     | Résultat | Équipe 2         | T.a.b. |
| ------------ | -------- | ---------------- | ------ |
| Saint-Priest | 0-6      | AJ Auxerre       |        |
| FC Sochaux   | 1-1      | Chamois niortais | 5-4    |

## Finale
La finale a eu lieu au Stade de France le 12 mai 2007 en préambule de la finale de la Coupe de France 2007. Il s'agit de la deuxième victoire du FC Sochaux-Montbéliard en coupe Gambardella et d'un doublé historique, le même jour et dans le même stade, coupe Gambardella-Coupe de France.
| Clubs                  | FC Sochaux-Montbéliard - AJ Auxerre |
| Score                  | 2-2 (5-4 après tirs au but) |
| Date                   | 12 mai 2007 |
| Stade                  | Stade de France, Saint-Denis 79 797 spectateurs |
| Arbitre                | M. Denis |
| Buts                   | 36e Kitambala 1-0, 61e Tulasne 1-1, 78e Traoré 2-1, 87e Privat 2-2 |
| Tirs au but            | Armand N'Djama, Vincent Nogueira, Marvin Martin, Loïc Poujol, Édouard Butin pour le FC Sochaux-Montbéliard. Alain Traoré, Lynel Kitambala, Delvin Ndinga, Jérémy Messiba pour l'AJ Auxerre. Tirs au but manqués : Maxime Jasse pour Auxerre.                                                                                      |
| FC Sochaux-Montbéliard | Matthieu Dreyer, Rudy Gérard (Dylan Duventru 82e), Armand N'Djama, Jean-Christophe Coubronne, Yannick Konki, Loïc Poujol, Vincent Nogueira, Marvin Martin (cap), Geoffrey Tulasne, Stéphane Da Cruz (Sloan Privat 62e), Édouard Butin Entraîneur : Éric Hély Non entré en jeu : Amine Lecomte, Liassine Cadamuro, Franck Pergaud. |
| AJ Auxerre             | Denis Petric, Marc Fachan (Azrack Mahamat 81e), Jérémy Messiba, Delson Banda-Longandja, Charlie Abraham, Delvin Ndinga, Modeste Gnakpa, Maxime Jasse (cap), Loïc Puyo (Vincent Acapandié 71e), Lynel Kitambala, Alain Traoré Entraîneur : Gérald Baticle                                                                          |
| Avertissements         | Édouard Butin (carton jaune), Azrack Mahamat (carton jaune), Modeste Gnakpa (carton jaune) |